# Lijst van nummer 1-hits in de Vlaamse Ultratop 50 in 2024
De volgende hits stonden in 2024 op nummer 1 in de Vlaamse Ultratop 50.
| Nummer | Datum        | Artiest                                        | Titel                              |
| ------ | ------------ | ---------------------------------------------- | ---------------------------------- |
| 345    | 6 januari    | Cassö, Raye & D-Block Europe                   | Prada                              |
| 348    | 13 januari   | Noah Kahan                                     | Stick Season                       |
|        | 20 januari   | Noah Kahan                                     | Stick Season                       |
|        | 27 januari   | Noah Kahan                                     | Stick Season                       |
|        | 3 februari   | Noah Kahan                                     | Stick Season                       |
|        | 10 februari  | Noah Kahan                                     | Stick Season                       |
|        | 17 februari  | Noah Kahan                                     | Stick Season                       |
|        | 24 februari  | Noah Kahan                                     | Stick Season                       |
| 349    | 2 maart      | Pommelien Thijs                                | Het beste moet nog komen           |
| 350    | 9 maart      | Joost                                          | Europapa                           |
|        | 16 maart     | Joost                                          | Europapa                           |
|        | 23 maart     | Joost                                          | Europapa                           |
|        | 30 maart     | Joost                                          | Europapa                           |
| 351    | 6 april      | Beyoncé                                        | Texas Hold 'Em                     |
|        | 13 april     | Beyoncé                                        | Texas Hold 'Em                     |
|        | 20 april     | Beyoncé                                        | Texas Hold 'Em                     |
| 352    | 27 april     | Benson Boone                                   | Beautiful Things                   |
| 353    | 4 mei        | Artemas                                        | I Like the Way You Kiss Me         |
|        | 11 mei       | Artemas                                        | I Like the Way You Kiss Me         |
| 350    | 18 mei       | Joost                                          | Europapa                           |
|        | 25 mei       | Joost                                          | Europapa                           |
|        | 1 juni       | Joost                                          | Europapa                           |
|        | 8 juni       | Joost                                          | Europapa                           |
| 354    | 15 juni      | Myles Smith                                    | Stargazing                         |
|        | 22 juni      | Myles Smith                                    | Stargazing                         |
| 355    | 29 juni      | Sabrina Carpenter                              | Espresso                           |
| 356    | 6 juli       | Cyril                                          | Stumblin' In                       |
| 357    | 13 juli      | Mark Ambor                                     | Belong Together                    |
|        | 20 juli      | Mark Ambor                                     | Belong Together                    |
|        | 27 juli      | Mark Ambor                                     | Belong Together                    |
| 354    | 3 augustus   | Myles Smith                                    | Stargazing                         |
|        | 10 augustus  | Myles Smith                                    | Stargazing                         |
|        | 17 augustus  | Myles Smith                                    | Stargazing                         |
|        | 24 augustus  | Myles Smith                                    | Stargazing                         |
| 358    | 31 augustus  | Adam Port, Stryv, Keinemusik, Orso & Malachiii | Move                               |
| 359    | 7 september  | Hannah Mae & Maksim                            | Ik wil dat je liegt                |
|        | 14 september | Hannah Mae & Maksim                            | Ik wil dat je liegt                |
| 360    | 21 september | Lost Frequencies & Tom Odell                   | Black Friday (Pretty Like the Sun) |
| 361    | 28 september | Shaboozey                                      | A Bar Song (Tipsy)                 |
| 360    | 5 oktober    | Lost Frequencies & Tom Odell                   | Black Friday (Pretty Like the Sun) |
| 362    | 12 oktober   | Lady Gaga & Bruno Mars                         | Die with a Smile                   |
| 363    | 19 oktober   | Pommelien Thijs & MEAU                         | Het midden                         |
|        | 26 oktober   | Pommelien Thijs & MEAU                         | Het midden                         |
| 361    | 2 november   | Shaboozey                                      | A Bar Song (Tipsy)                 |
|        | 9 november   | Shaboozey                                      | A Bar Song (Tipsy)                 |
| 362    | 16 november  | Lady Gaga & Bruno Mars                         | Die with a Smile                   |
| 363    | 23 november  | Pommelien Thijs & MEAU                         | Het midden                         |
| 364    | 30 november  | Gracie Abrams                                  | That's So True                     |
|        | 7 december   | Gracie Abrams                                  | That's So True                     |
|        | 14 december  | Gracie Abrams                                  | That's So True                     |
|        | 21 december  | Gracie Abrams                                  | That's So True                     |
| 363    | 28 december  | Pommelien Thijs & MEAU                         | Het midden                         |